# Album Top-40
Album Top-40 er den officielle danske top 40 albumhitliste, der offentliggøres hver tirsdag midnat på Hitlistens hjemmeside. Listen kombinerer de 40 mest populære albummer fra lovligt download af musik, salg af musikalbummer på enten CD eller vinyl, samt streaming af tracks. Data er indsamlet af M&I Service på vegne af IFPI Danmark.

## Historie
I 1993 lancerede IFPI og analyseinstituttet AIM Nielsen en hitliste over de 40 mest solgte albums (ikke indeholdende kompilations som fx Absolute Music) på formatterne CD, vinyl og kassette. Hitlisten var baseret på salget fra butikkerne til kunderne, og dækkede 40% af det samlede musiksalg. Ved hitlistens lancering skulle en udgivelse sælges for mindst 110 kroner for at kunne komme på hitlisten. Listen blev offentliggjort i Ekstra Bladet, på P3 og i musikbladet Mix.
Album-hitlisten blev i slutningen af 1998 for første gang lanceret på internettet på hjemmesiden musik.org.
I september 2005 blev download og fysisk salg kombineret i Album Top 40.
Fra og med den 21. november 2014 er streaming integreret i Album Top-40. For at kunne sammenlægge streaming med salg af downloads, CD'er og vinyl, anvendes der en omregningsfaktor, hvor 1000 streams svarer til ét album.
I juni 2015 besluttede IFPI at musikudgivelser fra og med den 10. juli 2015 skal udkomme om fredagen. Initiativet, der støttes af mere end 45 lande, er lavet for at ensarte udgivelsen af musik på verdensplan. Hidtil er musik blevet udgivet i lande som Danmark om mandagen, i Tyskland om fredagen, og i USA om tirsdagen. Fremover vil Hitlisten derfor blive offentliggjort om onsdagen (første gang den 15. juli 2015), da optællingsperioden vil gå fra fredag til torsdag (i stedet for mandag til søndag). Dette gælder dog ikke Airplay-listen.

## Statistik

### Flest uger som nummer ét
- (36 uger) ÷ – Ed Sheeran (2017–18)[9]
- (25 uger) Rasmus Seebach – Rasmus Seebach (2009–10)[10][11]
- (23 uger) Midt om natten – Kim Larsen (1983–84)[11][12]
- (22 uger) Lukas Graham (Blue Album) – Lukas Graham (2015–16)[13]
- (18 uger) Mer' end kærlighed – Rasmus Seebach (2011–12)[14]
- (17 uger) Når sjælen kaster op – Tobias Rahim (2022–23)[15]
- (16 uger) Ingen kan love dig i morgen – Rasmus Seebach (2013–14)[16]
- (15 uger) Christmas – Michael Bublé (2018–22)[17]
- (15 uger) Lukas Graham – Lukas Graham (2012–13)[18]
- (15 uger) Wings of Love – Brødrene Olsen (2000)[12]
- (12 uger) Carnival – Gilli (2022)[19]
- (12 uger) Aquarium – Aqua (1997)[20]
- (11 uger) Starboy – The Weeknd (2016–17)[21]
- (11 uger) Purpose – Justin Bieber (2016)[22]
- (11 uger) 21 – Adele (2011–12)[23]
- (10 uger) A Star Is Born (soundtrack) – Lady Gaga og Bradley Cooper (2019)[24]
- (9 uger) Shoot for the Stars, Aim for the Moon – Pop Smoke (2020–21)[25]

### Største ugesalg
- (49.000 eksemplarer) Ingen kan love dig i morgen – Rasmus Seebach (2013)[26]
- (42.000 eksemplarer) Mer' end kærlighed – Rasmus Seebach (2011)[27]
- (39.000 eksemplarer) Aquarius – Aqua (2000)[28]
- (33.000 eksemplarer) Gammel hankat – Kim Larsen & Kjukken (2006)[28]
- (31.000 eksemplarer) Verden ka' vente – Rasmus Seebach (2015)[29]